# Fort Worth Fire
Fort Worth Fire war eine US-amerikanische Eishockeymannschaft aus Fort Worth, Texas. Das Team spielte von 1992 bis 1999 in der Central Hockey League.

## Geschichte
Fort Worth Fire wurde 1992 als Franchise der Central Hockey League gegründet, in der es eines von sechs Gründungsmitgliedern war. In den ersten vier Jahren ihres Bestehens gehörte die Mannschaft zu den schwächsten der Liga, als alle Teams noch in einer Gruppe spielten. Nach der Umstellung auf zwei Conferences in der Saison 1996/97 erreichte Fort Worth als Zweiter der Western Conference zum ersten und einzigen Mal die Playoffs um die Meisterschaft der CHL, den Miron Cup, den sie nach Siegen über die Tulsa Oilers und Wichita Thunder in den Finalspielen die Memphis RiverKings in der Best-of-Seven-Serie knapp mit 4:3 Siegen schlugen. An diesen Erfolg konnte die Mannschaft in der Folgezeit nicht anschließen, so dass weitere zwei Male die Playoffs verpasst wurden und die Besitzer sich 1999 dazu entschlossen das Franchise aufgrund von Erfolglosigkeit aufzulösen.                        

## Saisonstatistik
Abkürzungen: GP = Spiele, W = Siege, L = Niederlagen, T = Unentschieden, OTL = Niederlagen nach Overtime SOL = Niederlagen nach Shootout, Pts = Punkte, GF = Erzielte Tore, GA = Gegentore, PIM = Strafminuten
| Saison  | GP | W  | L  | T | OTL | SOL | Pts | GF  | GA  | Platz       | Playoffs           |
| 1992/93 | 60 | 25 | 29 | 7 | —   | —   | 55  | 252 | 288 | 5., CHL     | nicht qualifiziert |
| 1993/94 | 64 | 25 | 37 | 2 | —   | —   | 52  | 253 | 311 | 6., CHL     | nicht qualifiziert |
| 1994/95 | 66 | 32 | 26 | 8 | —   | —   | 72  | 314 | 288 | 5., CHL     | nicht qualifiziert |
| 1995/96 | 64 | 24 | 34 | 6 | —   | —   | 54  | 244 | 289 | 5., CHL     | nicht qualifiziert |
| 1996/97 | 66 | 45 | 16 | 5 | —   | —   | 95  | 279 | 210 | 2., Western | Miron Cup          |
| 1997/98 | 70 | 13 | 53 | 4 | —   | —   | 30  | 214 | 397 | 5., Western | nicht qualifiziert |
| 1998/99 | 70 | 22 | 43 | — | 5   | —   | 49  | 245 | 322 | 5., Western | nicht qualifiziert |

## Team-Rekorde

### Karriererekorde
Spiele: 203  Alex Cholomojow
Tore: 97  Alex Cholomojow
Assists: 105  Alex Cholomojow
Punkte: 202  Alex Cholomojow
Strafminuten: 733  Dwight Mullins